# Kars (Provinz)
Kars (kurdisch Qers; armenisch Կարս) ist eine türkische Provinz im Nordosten des Landes an der Grenze zu Armenien und somit eine Grenzregion zwischen Ostanatolien und Transkaukasien. Ihre Hauptstadt ist das gleichnamige Kars. Die Nachbarprovinzen sind Ardahan im Norden, Erzurum im Westen, Ağrı und Iğdır im Süden. Im Osten grenzt der Kreis länderübergreifend an Armenien.

## Geographie
Die Provinz hat mehrere über 3000 m hohe Berge. Ausgedehnte Hochebenen (51 %) und Gebirge (38 %) nehmen den größten Teil der Fläche ein. Nur 11 % sind Flachland. Die bedeutendsten Flüsse sind Aras, Kars Çayı und der Grenzfluss Achurjan. Wichtige Seen sind Çıldır Gölü und Aygır Gölü. Ein knappes Drittel der Bevölkerung lebt in der Provinzhauptstadt, die zugleich die größte Stadt ist.
Kars gehört ebenso wie 13 andere Provinzen zur Region Ostanatolien (türk. Doğu Anadolu Bölgesi). Hierbei belegt die Provinz 6,85 % der Fläche und 4,70 % der Bevölkerung, was ihr Rang 6 (Fläche) und 8 (Einwohnerzahl) einbringt. In der Dichte rangiert die Provinz im hinteren Teil des Ranking (Platz 11 von 14), das entspricht in etwa dem halben Wert der Region.
Das Klima ist kontinental mit starken saisonalen Temperaturschwankungen. Im Winter sind −40 °C und im Sommer +35 °C möglich. Die Jahresniederschläge betragen etwa 500 mm. Die natürliche Vegetation in Kars ist Steppe.

## Verwaltungsgliederung
Zur Provinz Kars gehören folgende acht Landkreise (İlçe):
- Kars (kurdisch Qers)
- Akyaka (kurdisch Şûrêgel)
- Arpaçay (kurdisch Zarûşad)
- Digor (kurdisch Dîxor oder Têkor)
- Kağızman (kurdisch Qaqizman)
- Sarıkamış (kurdisch Sarîqamîş, Qamuşan)
- Selim (kurdisch Selîm)
- Susuz (kurdisch Cilawûz)

| Kreis- code 1 | Landkreis    | Fläche 2 (km²) | Bevölkerung (2020) 3 | Bevölkerung (2020) 3       | Anzahl der Einheiten   | Anzahl der Einheiten  | Anzahl der Einheiten | Dichte (Ew./km²) | städt. Anteil (in %) | Sex Ratio 4 | Grün- dungs- da- tum 5, 6 |
| Kreis- code 1 | Landkreis    | Fläche 2 (km²) | Landkreis (İlçe)     | Verwal- tungssitz (Merkez) | Gemein- den (Belediye) | Stadt- viertel (Mah.) | Dörfer (Köy)         | Dichte (Ew./km²) | städt. Anteil (in %) | Sex Ratio 4 | Grün- dungs- da- tum 5, 6 |
| ------------- | ------------ | -------------- | -------------------- | -------------------------- | ---------------------- | --------------------- | -------------------- | ---------------- | -------------------- | ----------- | ------------------------- |
| 1756          | Akyaka       | 417            | 10.454               | 2.025                      | 1                      | 3                     | 27                   | 25,07            | 19,37                | 844         | 1987                      |
| 1149          | Arpaçay      | 1.165          | 16.276               | 2.384                      | 1                      | 4                     | 48                   | 13,97            | 14,65                | 925         |                           |
| 1279          | Digor        | 1.092          | 21.490               | 2.473                      | 2                      | 2                     | 37                   | 19,68            | 26,76                | 914         | 1953                      |
| 1424          | Kağızman     | 1.871          | 45.449               | 20.771                     | 1                      | 9                     | 62                   | 24,29            | 45,70                | 960         |                           |
| 1447          | Merkez       | 2.048          | 118.201              | 90.523                     | 1                      | 23                    | 72                   | 57,72            | 76,58                | 959         |                           |
| 1601          | Sarıkamış    | 2.038          | 40.158               | 15.557                     | 1                      | 9                     | 55                   | 19,70            | 38,74                | 859         |                           |
| 1614          | Selim        | 982            | 22.971               | 5.587                      | 1                      | 3                     | 53                   | 23,39            | 24,32                | 944         | 1957                      |
| 1645          | Susuz        | 578            | 9.924                | 2.069                      | 1                      | 4                     | 27                   | 17,17            | 20,85                | 953         | 1959                      |
| PROVINZ Kars  | PROVINZ Kars | 10.193         | 284.923              |                            | 9                      | 57                    | 381                  | 27,95            | 50,77                | 932         |                           |

## Wirtschaft
Der größte Teil der Bevölkerung arbeitet in Land- und Forstwirtschaft. Der einst blühende Handel mit der UdSSR ist spätestens mit dem Kalten Krieg zusammengebrochen.

## Bevölkerung
Die Bevölkerung besteht mehrheitlich aus Türken, Aserbaidschanern bzw. Karapapaken/Terekeme und Kurden. Kars ist eine sprachlich und ethnisch vielfältige Provinz. Ehemals lebten in Kars viele Armenier und Griechen. Mit ihnen waren auch alle christlichen Konfessionen vertreten.

### Ergebnisse der Bevölkerungsfortschreibung
Nachfolgende Tabelle zeigt die jährliche Bevölkerungsentwicklung am Jahresende nach der Fortschreibung durch das 2007 eingeführte adressierbare Einwohnerregister (ADNKS). Zusätzlich sind die Bevölkerungswachstumsrate und das Geschlechterverhältnis (Sex Ratio d. h. Anzahl der Frauen pro 1000 Männer) aufgeführt. Der Zensus von 2011 ermittelte 306.238 Einwohner, das sind knapp 20.000 Einwohner mehr als zum Zensus 2000.

| Jahr | Bevölkerung am Jahresende | Bevölkerung am Jahresende | Bevölkerung am Jahresende | Wachstums- rate der Be- völkerung (in %) | Geschlechter verhältnis (Frauen auf 1000 Männer) | Rang (unter den 81 Provinzen) |
| Jahr | gesamt                    | männlich                  | weiblich                  | Wachstums- rate der Be- völkerung (in %) | Geschlechter verhältnis (Frauen auf 1000 Männer) | Rang (unter den 81 Provinzen) |
| ---- | ------------------------- | ------------------------- | ------------------------- | ---------------------------------------- | ------------------------------------------------ | ----------------------------- |
| 2020 | 284.923                   | 147.150                   | 137.773                   | −1,2000                                  | 936                                              | 61                            |
| 2019 | 285.410                   | 146.668                   | 138.742                   | −0,1700                                  | 946                                              | 61                            |
| 2018 | 288.878                   | 149.510                   | 139.368                   | 0,4300                                   | 932                                              | 61                            |
| 2017 | 287.654                   | 149.481                   | 138.173                   | −0,7400                                  | 924                                              | 61                            |
| 2016 | 289.786                   | 150.515                   | 139.271                   | −0,9800                                  | 925                                              | 61                            |
| 2015 | 292.660                   | 152.040                   | 140.620                   | −1,2800                                  | 925                                              | 59                            |
| 2014 | 296.466                   | 153.676                   | 142.790                   | −1,4700                                  | 929                                              | 59                            |
| 2013 | 300.874                   | 155.625                   | 145.249                   | −1,2900                                  | 933                                              | 59                            |
| 2012 | 304.821                   | 158.403                   | 146.418                   | −0,3100                                  | 924                                              | 59                            |
| 2011 | 305.755                   | 159.179                   | 146.576                   | 1,3200                                   | 921                                              | 59                            |
| 2010 | 301.766                   | 154.817                   | 146.949                   | −1,5600                                  | 949                                              | 58                            |
| 2009 | 306.536                   | 159.411                   | 147.125                   | −1,7900                                  | 923                                              | 58                            |
| 2008 | 312.128                   | 163.678                   | 148.450                   | −0,0200                                  | 907                                              | 58                            |
| 2007 | 312.205                   | 161.787                   | 150.418                   | −                                        | 930                                              | 58                            |
| 2000 | 325.016                   | 169.027                   | 155.989                   |                                          | 923                                              | 57                            |

### Volkszählungsergebnisse
Nachfolgende Tabellen geben den bei den 14 Volkszählungen dokumentierten Einwohnerstand der Provinz Kars wieder.
Die Werte der linken Tabelle sind E-Books (der Originaldokumente) entnommen, die Werte der rechten Tabelle entstammen der Datenabfrage des Türkischen Statistikinstituts TÜIK – abrufbar über diese Webseite:
| Jahr | Bevölkerung | Bevölkerung | Rang |
| Jahr | Provinz     | Türkei      | Rang |
| ---- | ----------- | ----------- | ---- |
| 1927 | 204.846     | 13.648.270  | 28   |
| 1935 | 305.536     | 16.158.018  | 20   |
| 1940 | 356.534     | 17.820.950  | 17   |
| 1945 | 381.176     | 18.790.174  | 18   |
| 1950 | 410.236     | 20.947.188  | 18   |
| 1955 | 487.844     | 24.064.763  | 13   |
| 1960 | 543.600     | 27.754.820  | 13   |

| Jahr | Bevölkerung | Bevölkerung | Rang |
| Jahr | Provinz     | Türkei      | Rang |
| ---- | ----------- | ----------- | ---- |
| 1965 | 606.313     | 31.391.421  | 13   |
| 1970 | 660.018     | 35.605.176  | 13   |
| 1975 | 707.398     | 40.347.719  | 17   |
| 1980 | 700.238     | 44.736.957  | 22   |
| 1985 | 722.431     | 50.664.458  | 25   |
| 1990 | 662.155     | 56.473.035  | 30   |
| 2000 | 325.016     | 67.803.927  | 57   |

Anzahl der Provinzen bezogen auf die Censusjahre:
- 1927, 1940 bis 1950: 63 Provinzen
- 1935: 57 Provinzen
- 1955: 67 Provinzen
- 1960 bis 1985: 73 Provinzen
- 1990: 73 Provinzen
- 2000: 81 Provinzen

## Geschichte
Die Provinz liegt am Schnittpunkt von Kleinasien und dem Kaukasus. Daher wechselte sie oft den Besitzer. Kars gehörte jahrhundertelang zu armenischen Königreichen. Mehrere historische armenische Hauptstädte, liegen auf dem Gebiet der Provinz Kars, wie die heutigen Ruinenstätten Ani und Bagaran sowie die Stadt Kars selbst. Zeitweise war das Gebiet auch in Abhängigkeit zum Byzantinischen Reich, welches Kars 1064 endgültig an die Seldschuken verlor. Damit begann auch die Islamisierung und die Türkisierung der Einwohner.
1124 fiel sie in die Hände der Georgier und 1239 wurde sie von den Mongolen überrannt. Zwischen 1534 und 1878 gehörte Kars zum Osmanischen Reich, wobei die Region in Kriegen 1829 und 1856 zeitweise unter Russischer Kontrolle stand. Nach dem Krieg 1877–1878 gehörte Kars ununterbrochen zu Russland. Um diese Zeit siedelten in Kars neben Türken, Armeniern und Kurden auch viele ethnische Gruppen aus Russland, darunter russische Duchoborzen (eine orthodoxe Sekte, auf Türkisch auch Malakan genannt), Wolgadeutsche (Schwaben), baltische Völker (Esten und Litauer).
Zu Beginn des Ersten Weltkrieges erfroren und verhungerten aufgrund von Fehlern der Befehlshaber über 90.000 osmanische Soldaten auf den Bergen in Sarıkamış. Durch den mit Deutschland abgeschlossenen Friedensvertrag von Brest-Litowsk übergab Russland im März 1918 Kars an das Osmanische Reich. Bereits im Oktober 1918 musste Kars aufgrund des Waffenstillstands von Moudros zurückgegeben werden. Zeitweise in armenischer Hand, wurde Kars während des Türkisch-Armenischen Kriegs im Oktober 1920 von Kâzım Karabekir Pascha für die Türkei erobert. 
Im Zweiten Weltkrieg war Kars ein wichtiger Militärstützpunkt. Bis 1992 gehörten die heute selbstständigen Provinzen Ardahan und Iğdır zu Kars.

## Politik
Als sich die zaristischen Truppen wegen der Oktober-Revolution ins Innere Russlands zurückzogen, hatte sich der russische Distrikt Kars für unabhängig erklärt, wie auch die anderen Distrikte z. B. Georgien, Armenien. Er nannte sich Regierung der Republik Südwestkaukasiens (Osmanisch: Cenubi Garbi Kafkas Hükûmet-i Cumhuriyesi). Dieser Staat umfasste die Distrikte um Batumi, Achalziche, Achalkalaki (heute zu Georgien), Gjumri-Sirak (heute zu Armenien), die heutigen türkischen Provinzen Artvin, Ardahan, Igdir und zuletzt Nakhetschewan (heute in Aserbaidschan). Dieser Staat bestand nur neun Monate und wurde nur seitens des Japanischen Kaiserreichs anerkannt. Im Herbst 1919 wurde auf Druck der Armenischen Republik dieser Staat aufgelöst und das gesamte Kabinett nach Malta deportiert.

## Persönlichkeiten
- Wladimir Kiriakowitsch Triandafillow (1894–1931), sowjetischer Militärtheoretiker
- Mariam Aslamasjan (1907–2006), armenisch-russische Malerin und Grafikerin
- Qanatê Kurdo (1909–1985), jesidischer Autor, Sprachforscher und Akademiker
- Jeranuhi Aslamasjan (1910–1998), armenisch-russische Malerin und Grafikerin
- Azer Bülbül (1969–2012), Sänger